# Aetalionidae
Aetalionidae Spinola, 1850, detta spesso anche Aethalionidae, è una piccola famiglia di insetti dell'Ordine dei Rincoti Omotteri, superfamiglia dei Membracoidea, rappresentata solo nelle regioni tropicali dell'America e dell'Asia.

## Descrizione
Gli adulti degli Aetalionidae sono morfologicamente affini alla più nota famiglia dei Membracidae, da cui differiscono per il mancato sviluppo ipertelico del pronoto.
Il capo è metagnato, con area fronto-clipeale appiattita o solo debolmente convessa, carattere che li contraddistingue dai Melizoderidae. Come in tutti i Membracoidea, è provvisto di due ocelli e di occhi grandi e laterali.
Il torace presenta un pronoto ben sviluppato e convesso, percorso da una cresta longitudinale mediana, ma, a differenza della generalità dei Membracidi, non si espande posteriormente, lasciando perciò scoperto e visibile lo scutello. Anteriormente sovrasta completamente il capo. Le ali anteriori sono ben sviluppate e differenziate in tegmine e in fase di riposo si ripiegano a tetto. Un carattere comune con i Melizoderidae che li contraddistingue dai Membracidae è il decorso basale delle nervature principali delle tegmine: il tratto iniziale della Media è indipendente oppure è fuso con quello della Radio e nettamente distinto dal tratto iniziale della Cubito.
Le zampe posteriori sono di tipo saltatorio, con coxe leggermente allungate e disposte trasversalmente e tibie carenate e prive di spine laterali. Le zampe anteriori hanno i trocanteri fusi con i femori.

## Biologia
Analogamente a quanto avviene nella generalità dei Membracidi, gli Aetalionidae sono associati per lo più a piante legnose e hanno tendenze gregarie. Instaurano spesso rapporti di simbiosi con le formiche, attirate dalla melata. Gli stadi giovanili sono ricoperti da una pruina cerosa.
Le femmine depongono le uova in masse, sulla superficie dei rametti, ricoperte da un secreto delle ghiandole colleteriche di color grigio, facendole confondere con la corteccia.

## Sistematica
In passato la famiglia degli Aetalionidae è stata trattata come sottofamiglia dei Membracidae, con il nome Aetalioninae, o come tribù delle Centrotinae, con il nome di Aetalioniini. Le frequenti revisioni hanno interessato sia la posizione della famiglia, nell'ambito dei Membracoidea, sia la posizione di alcuni generi di Membracidi che, a differenza del resto della famiglia, non presentano lo sviluppo ipertelico posteriore del pronoto.